# Центральна Японія
Центральна Японія (яп. 中日本, なかにっぽん、なかにほ, нака ніппон) — термін для позначення центральної частини Японського архіпелагу.
Законодавчо межі Центральної Японії не визначені. До неї традиційно відносять західні субрегіони регіону регіон Тюбу — Токай і Хокуріку, і рідше — субрегіон Хокусін'ецу.
Порівняно з термінами Західна Японія, Східна Японія або Північна Японія, термін Центральна Японія використовується рідко. 
Інколи в японській та зарубіжній історіографії під Центральною Японією розумію регіон Кінкі з стародавньою японською столицею Кіото.

## Префектури
У вузькому сенсі:
- Айті
- Ґіфу
- Ісікава
- Міє
- Наґано (зараховується рідко)
- Ніїґата(зараховується рідко)
- Ніїґата
- Сідзуока (зараховується рідко)
- Тояма
- Фукуй

## Найбільші міста
- Наґоя, Айті
- Ніїґата, Ніїґата
- Хамамацу, Сідзуока